# O. J. Simpson (album de Guilty Simpson)
Albums de Guilty Simpson
Ode to the Ghetto
(2008) Random Axe
(2011)
Singles
1. Coroners Music
Sortie : 2009

O. J. Simpson est le deuxième album studio de Guilty Simpson, sorti le 18 mai 2010.
L'album s'est classé 37e au Top Heatseekers et 62e au Top R&B/Hip-Hop Albums.

## Liste des titres
| No  | Titre                                        | Contient un (des) sample(s) de                                              | Durée |
| --- | -------------------------------------------- | --------------------------------------------------------------------------- | ----- |
| 1.  | Prelude                                      | Prison de Richard Pryor                                                     | 2:58  |
| 2.  | Introduction                                 |                                                                             | 1:11  |
| 3.  | O.J. Simpson                                 | Sundance du Release Music Orchestra                                         | 3:31  |
| 4.  | Pimp Rap Interlude                           |                                                                             | 2:06  |
| 5.  | New Heights                                  | Papa Was Too de Joe Tex                                                     | 2:47  |
| 6.  | Karma of a Kingpin                           |                                                                             | 1:49  |
| 7.  | Think Twice Interlude                        |                                                                             | 1:04  |
| 8.  | Coroners Music                               |                                                                             | 2:30  |
| 9.  | A Friends Help Interlude                     |                                                                             | 1:49  |
| 10. | Back on yhe Road Again                       |                                                                             | 1:56  |
| 11. | Gone Crazy Interlude                         |                                                                             | 3:40  |
| 12. | Hood Sentence                                |                                                                             | 3:13  |
| 13. | Preacher's Wife Interlude                    |                                                                             | 0:52  |
| 14. | Cali Hills                                   | Apocalipse de José Mauro Baby de J Dilla featuring Madlib et Guilty Simpson | 3:06  |
| 15. | Something Bad (Intermission One)             |                                                                             | 4:26  |
| 16. | Something Good (Intermission Two)            | Everybody Likes Something Good d'Ify Jerry Krusade                          | 3:05  |
| 17. | Scratch Warning (featuring Frank Nitt)       | Vielleicht Bin Ich Ein Clown de Novalis                                     | 3:29  |
| 18. | Hold Your Applause Interlude                 |                                                                             | 1:41  |
| 19. | Outside (featuring Krondon et Phil Da Agony) | Laying the Trap de Charles Bernstein                                        | 3:10  |
| 20. | Bow Wow Interlude                            |                                                                             | 1:41  |
| 21. | Mic Check 313                                |                                                                             | 2:40  |
| 22. | Trendsetters                                 |                                                                             | 1:55  |
| 23. | 100                                          |                                                                             | 2:51  |
| 24. | Outro                                        |                                                                             | 1:31  |